# Антинори (род)
Антинори (итал. Antinori) — итальянский род из Флоренции. Его 26 поколений посвятили себя производству вина. В наше время семье принадлежит пятнадцать винных хозяйств в разных частях Италии и остального мира.

## История семьи
Фамилия Антинори впервые появилась в 1179 году в старинном акте купли-продажи. В документе Аккарисио ди Антиноро — праотец семьи — продал землю в районе Комбиате. Эта область располагалась во флорентийской сельской местности по дороге в Муджелло.
Первым известным производителем вина в роду был Ринуччо ди Антинори. Он занимался виноделием в начале двенадцатого века.
Семья Антинори проживала и занималась сельским хозяйством в замке Комбиате. Он был разрушен во время осады, и в 1202 году семья переехала во Флоренцию. В то время это был один из самых важных городов западного мира. В 1269 Фео ди Антиноро стал членом Шёлковой гильдии. С тех пор начался быстрый рост социального и экономического статуса семьи во флорентийском обществе.
Спустя практически столетие — 19 мая 1385 года — Джованни ди Пьеро Антинори вступил в Гильдию флорентийских виноделов. Она была основана в 1293 году. На её гербе был изображен красный кубок на белом фоне. Гильдии искусства и торговли Флоренции были созданы как светские ассоциации между XII и XIII веками, и их роль заключалась в продвижении и защите общих целей купцов, которые практиковали один и тот же вид торговли. Помимо вина Антинори занимались торговлей шёлком, банковским делом внутри страны и вне её, а также были вовлечены в политическую деятельность.

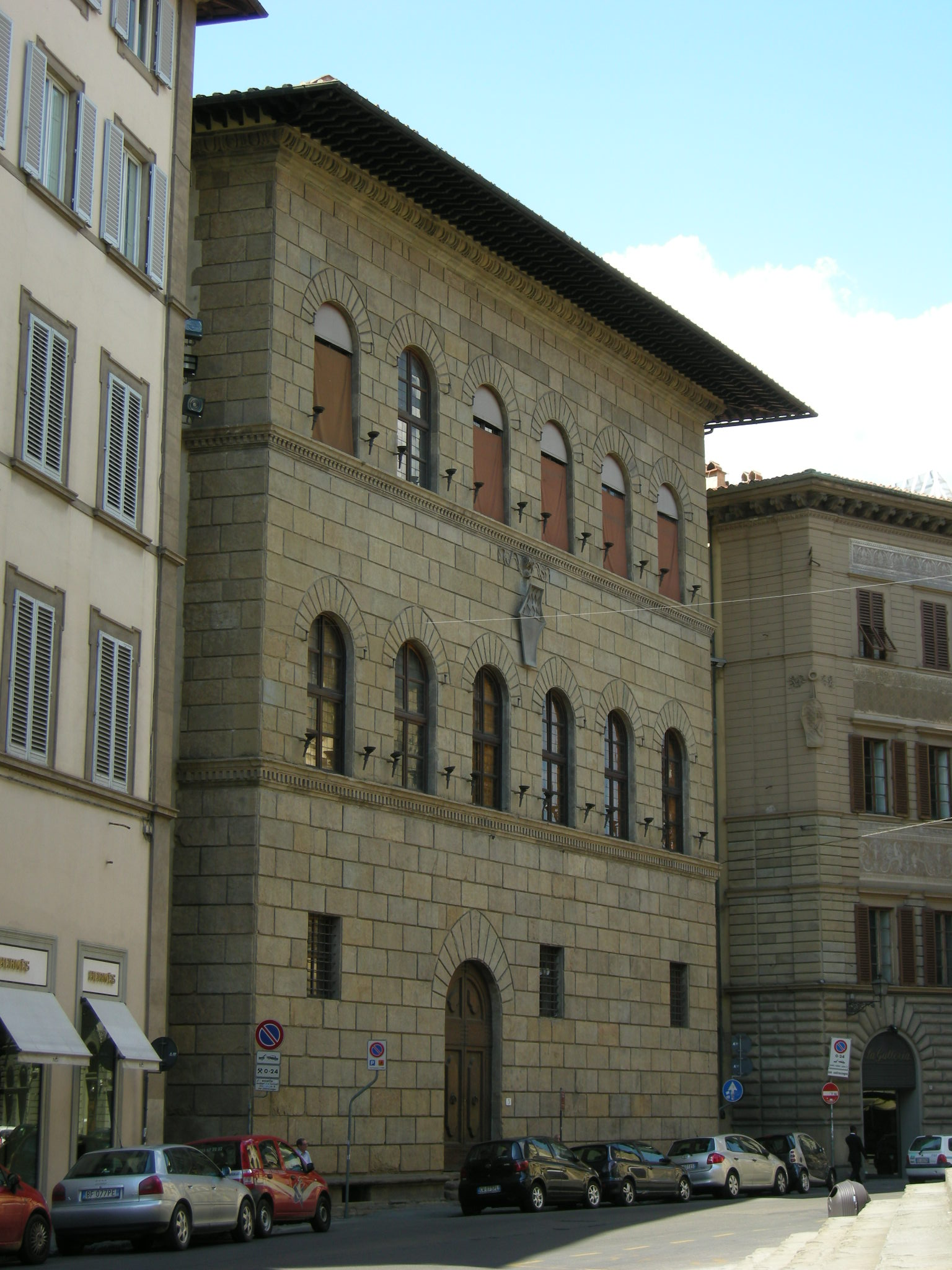
Палаццо Антинори

Вне пределов Флоренции Антинори располагались на вилле в местечке Галлуццо. Там же находилось и производство вина, которое потом ввозили для продажи в город. Будущий же дворец в центре Флоренции был построен в 1461 году под руководством архитектора Джулиано ди Майано. Лоренцо Великолепный купил его в 1475 году по поручению своего друга и немедленно продал ему же. Через несколько лет владелец дворца скончался, не оставив наследников. В 1506 году Николо Антинори приобрел дворец за 4000 золотых флоринов. Здание было переименовано в Палаццо Антинори. Позднее известному архитектору Баччо д’Аньоло было заказано украшение фасада. Площадь перед дворцом была также переименована в честь флорентийского рода. Торговля вином во дворце традиционно для местной знати велась через небольшое окно у входа с надписью «vino».
После открытия Христофором Колумбом Америки семья обанкротилась. Причиной послужил наплыв золота из Нового Света.
В начале шестнадцатого века Антинори заказали свой герб в керамической мастерской семьи Делла Роббиа. Лозунг семьи на нём гласит — Te duce proficio (стремление к совершенству). Самый известный шедевр Делла Роббиа — «Воскресение Христа» — был заказан Никколо ди Томмазо Антинори для загородной резиденции семьи. Флорентийский род покровительствовал мастерам искусств. Например, несколько картин другого известного художника Рудольфо дель Джиралдайо были выкуплены Антинори и подарены местным церквям.
В 1524 году родился Бастиона Антинори, который впоследствии стал выдающимся учёным. Он был одним из первых членов Академии делла Круска — старейшего института изучения и защиты языка в Европе. Бастиона Антинори работал там цензором.
С середины шестнадцатого века семья торговала вином уже на межгосударственном уровне — продавала напиток в другие европейский страны и северную Африку. Антинори использовали свое влияние внутри Флоренции для достижения коммерческих целей. Например, когда партия вина была захвачена императором Карлом V в порту Мессины, Алессандро ди Никколо Антинори лично обращался к Козимо I Медичи для решения ситуации.
Во второй половине 16-го века у Бернардино Антинори были отношения с Дьянорой ди Толедо, женой Пьетро Медичи. Муж был известен своей жестокостью. Он узнал об отношениях между Антинори и его женой. Дьянору он обвинил в супружеской измене и задушил ремнем в июле 1576 года на вилле Медичи. Бернардино был тогда арестован и убит в тюрьме.
В семнадцатом веке член семьи непосредственно вошел в политическую элиту Флоренции — Никколо Франческо Антинори был очень молод, когда его взяли в советники Козимо III Медичи. Это был первый случай, когда член местной благородной семьи сначала прошел обучение в университетах Рима, Саламанки и Парижа и только после этого пришел на государственную службу. Его карьера значительно продвинулась, и Никколо Франческо занимал должности государственного советника и посла в европейских судах, защищая интересы Великого княжества. Он сыграл фундаментальную роль в качестве юриста и дипломата в исследовании возможных политических сценариев в Тоскане после Медичи.
В 1685 году Франческо Реди — поэт, королевский врач и официальный винный обозреватель правящего великого герцога Козимо III Медичи воспел вина Антинори в 1685 году в своей комично-лирической поэме «Вакх в Тоскане».
24 сентября 1716 впервые появился документ, регламентирующий четыре винодельческих региона внутри Тосканы — Кьянти, Помино, Карминьяно и Валь д’Арно ди Сопра. Самой большой территорией была земля между Флоренцией и Сиеной — Кьянти. Именно там зародилось одноимённое вино. Классификация была частью глобального плана Козимо III по наведению порядка в винной торговле на территории Тосканы и соседних регионов. Была создана профильная комиссия, которую возглавил Антонио Антинори.

Ещё одним выдающимся представителем семьи был Винченцо Антинори (1792—1865) — в течение тридцати лет он был директором флорентийского музея физики и естественной истории. Также он был создателем итальянского метеорологического архива.

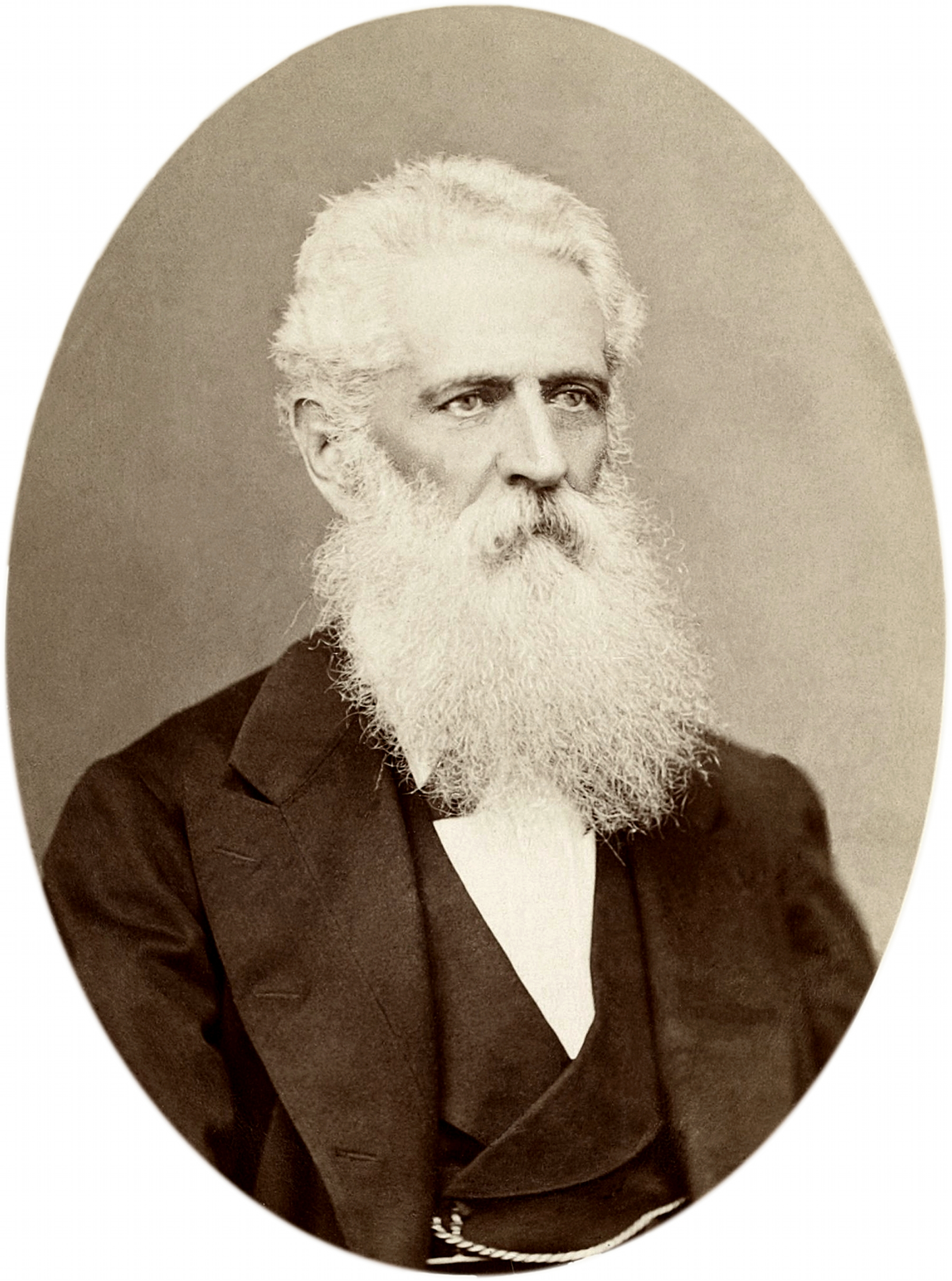
Орацио Антинори

В 1850 году семья значительно расширяет свои владения — было куплено множество небольших ферм в регионах Патерно, Санта-Мария, Поджио Никколини, а также 47 гектар в Тиньянелло. На месте нового приобретения было создано одноимённое поместье. В это же время Орацио Антинори, который был заядлым охотником, исследовал Нил.
В эпоху рисорджименто другой член рода — Никколо Антинори (1817—1887) — принял активное участие в воинах за независимость. За военные заслуги он стал маркизом, получил звание полковника флорентийской национальной гвардии, депутата туринского парламента и стал членом Ордена короны Италии. Кроме этого он стал президентом Академии изящных искусств во Флоренции.
В 1873 году на Всемирной выставке в Вене вина Антинори были удостоены награды жюри.
Семья Антинори активно участвовала в подготовке исторического парада, организованного в честь открытия нового фасада Кафедрального собора в мае 1887 года, вместе с другими благородными флорентийскими семьями.
В 1898 году Пьеро Антинори вместе со своим братом Людовико и мужем их сестры Оттавии Гульельмо Геррини основали компанию, которая и просуществовала до наших дней — Marchesi Antinori. Первоначально она называлась Marchesi L&P Antinori. Основной миссией компании была систематизация семейных активов по производству вина, функционировавших с 14 века. Компания начала модернизировать свои основные тосканские винные производства и унифицировала этикетки основных видов продукции.
В 1900 году Антинори построили новую винодельню в городе Сан-Кашано. Этот город расположен на склоне холма в самом центре Кьянти, всего в нескольких километрах от Флоренции. В начале двадцатого века семья значительно увеличивает экспорт вина в Нью-Йорк, Буэнос-Айрес и Сан-Паоло.
В 1905 году представители семьи посетили Шампань во Франции и загорелись мыслью производить аналогичный продукт. Пьеро и Лодовико Антинори пригласили Люсьена Шарлеманя, знаменитого кависта из Эперне в Сан-Кашано, чтобы помочь с производством игристого вина. Спустя три года появилось первая подобная продукция — Gran Spumante Antinori. После удачного эксперимента с приглашенным экспертом семья инвестировала в поместье Монтениса в регионе Франчакорте.
Пьеро Антинори был другом Джакомо Пучини и написал для него текст оперы «Девушка с Запада».
В 1928 Никколо Антинори — сын Пьеро — совершает революцию в семейном виноделии. Он делает принципиально новый напиток, рассчитанный на долговременную выдержку в дубовых бочках. К этому Никколо пришел, посетив Лондон, где попробовал бордосские вина, качество которых его поразило. Он изменил рецептуру классического для региона вина и стал делать его из винограда из региона Бордо. Это вызвало скандал, привело в ярость традиционалистов. Николо назвал его — Villa Antinori Rosso. Красный цвет этикет сохранился и до наших дней.
Никколо Антинори женился на Карлотте Делла Герардеска в 1932 году. В качестве приданого она получила землю и фермерские дома, которые впоследствии стали поместьем Гуадо-аль-Тассо в районе Болгери на побережье Тирренского моря.
В 1940 году Николо Антинори решил производить белые вина. Его внимание привлекла Умбрия. Там он купил Кастелло делла Сала с его 29 фермами и 483 гектарами полей и лесов. Новый владелец занялся обработкой земли, которая включала 52 гектара оливковых рощ и виноградников. Он также сделал реставрационные работы в замке, полностью отремонтировав парадный зал для приемов и многие из его комнат.
Во время Второй мировой войны вилла Антинори, которая на то момент была главной резиденцией семьи, подверглась бомбардировке. Семья переехала в Тиньянелло. Подвалы в Сан-Кашано были разорены отступающей немецкой армией. Позже они были заняты американскими войсками. В семейных записях зафиксировано, что некоторые бочки были спрятаны от оккупационной армии в семейных подвалах и на собственности некоторых из сотрудников.
В 1957 году в Палаццо Антинори был открыт ресторан. Позднее франшиза открылась в Цюрихе, Москве, Вене и Монте-Карло. В этот же период семья приглашает эколога Джакомо Ташиса, который начинает революцию в производстве вин в Кьянти. Вместо того, чтобы высаживать виноградники на больших полях вместе с другими культурами, как это делалось ранее, Антинори совместно с Ташисом решили располагать посевы рядами виноградных лоз на отдельно выделенных участках. Также они переняли новые методы винопроизводства.
В 1966 году Никколо Антиномии отошел отдел и возглавил его старший сын — Пьеро.

## Современный винный бизнес
Семье Антинори принадлежат пятнадцать винодельческих хозяйств в Италии и других странах. На родине они располагаются в Тоскане, Умбрии, Пьемонте, Ломбардии и Апулии. За рубежом семье принадлежат виноградники в США — в округе Колумбия и долине Напа, а также в Чили, Венгрии, Румынии и на Мальте. Площадь земель в собственности хозяйства — около 12 000 гектар. Винодельни Антинори изготавливают 80 различных брендов вина. Ими управляет компания Marchesi Antinori S.p.A. По версии журнала The Economist компания занимает десятое место в мире среди старейших семейных компаний. По данным исследовательского отдела инвестбанка Mediobanca выручка компании в 2018 году выросла на 4,5 % к предыдущему году и равнялась €230 млн. Является крупнейшей частной винодельческой компании Италии. В 2018 году компания произвела 25 миллионов бутылок вина. 65 %; продукции идет на экспорт. Кроме сети ресторанов Cantinetta Antinori управляет сетью гастрономических бутиков Procacci 1885. Около 30 % производимого вина приходится на бренд Santa Cristina.
Её акции хранятся в специальном трасте, который не имеет права продавать их в течение 96 лет. Компанией руководит Альбьера Антинори, старшая дочь Пьеро Антинори. Некоторые эксперты называют компанию самой влиятельной в мировом винном бизнесе.

Момент, когда Пьеро вступил в должность, считается некоторыми критиками экзистенциальным кризисом итальянского виноделия. Система производства была следующей: богатые люди и дворяне владели землей, а крестьяне обрабатывали её и производили напиток. Прибыль делилась пополам. У участников подобной концессии не было стимула к развитию и борьбе за качество. К 1966 году, когда Пьеро стал управлять компанией, правительство положило конец подобному разделению труда. В Италии стала развиваться промышленность, и крестьяне стали активно мигрировать в города. Некоторые владельцы земли стали играть более важную роль в управлении, но в то же время многие угодья были выставлены на продажу. Покупателями часто становились богатые люди из Рима и Милана. Почти все новые виноградари региона сажали высокоурожайные клоны на неидеальных местах в погоне за сиюминутной прибылью. Дело в том, что сорт винограда санджовезе, который доминировал в регионе, давал хорошее качество вина только при низкоурожайной посадке. Проблемы были не только в растениеводстве, но и на этапе производства. Вина ферментировали в старых грязных деревянных чанах без контроля температуры. Бактерии и нежелательные штаммы дрожжей разрастались. После ферментации вино выдерживалось в старых каштановых бочках, которые почти никогда не мыли. Неизбежным результатом было низкое качество, которое нанесло ущерб имиджу всех итальянских вин. В 1968 году Пьеро решил пригласить в Тоскану ведущего эколога из Бордо — Эмиля Пейно. Тот дал совет снизить урожайность, прекратить добавлять белое вино в красное и поменять бочки для выдержки на дубовые.

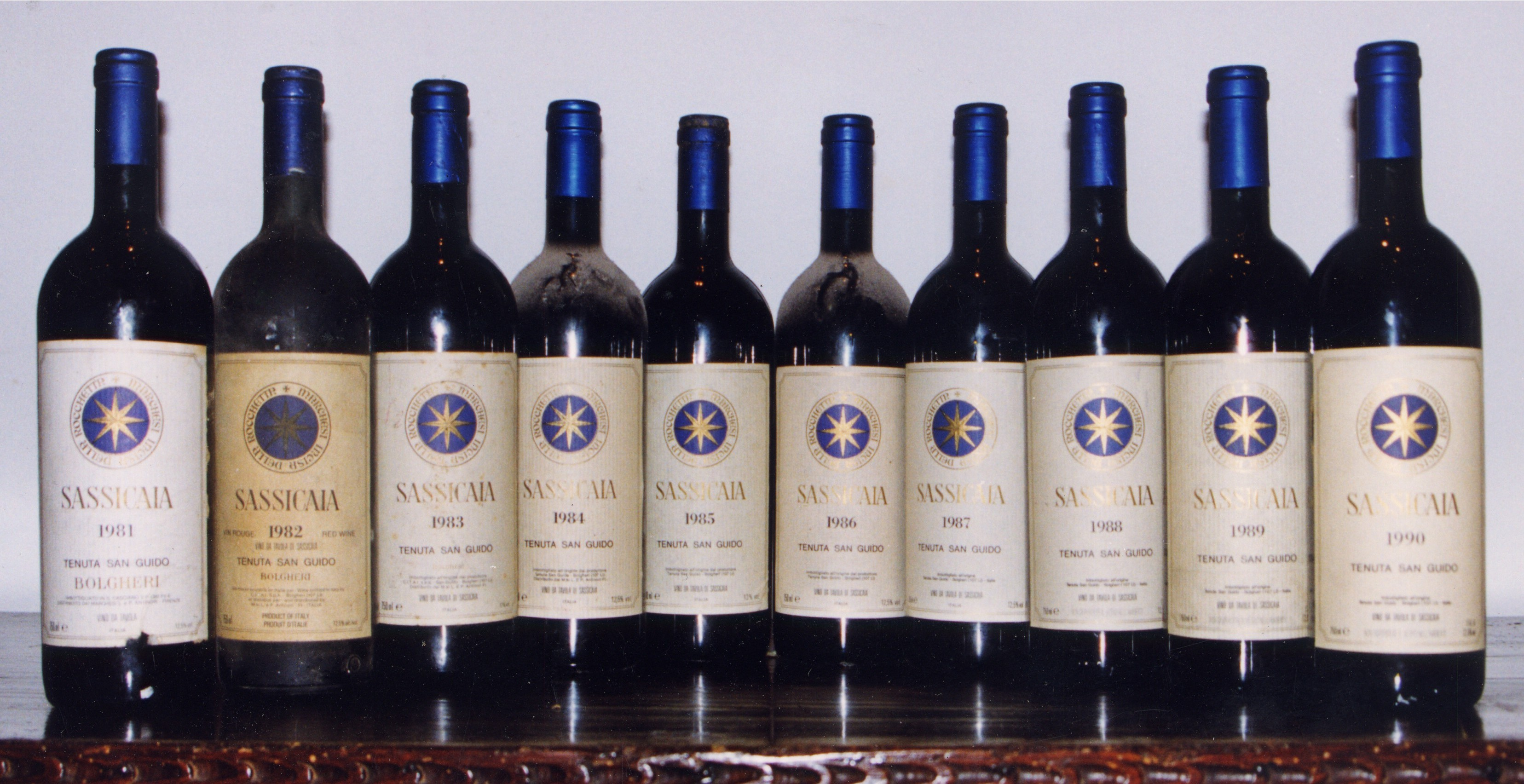
Коллекция винтажей Sassicaia

Марио Инчиса делла Роккетта, дворянин из Пьемонта, был женат на сестре матери Антинори. Обе дамы унаследовали от отца огромное поместье на тосканском побережье, которое располагалось около деревушки Болгери. Как и многие итальянские аристократы, когда он хотел выпить хорошего вина, покупал французское. Особенно любил Бордо и решил, что морской климат Болгери и гравийные почвы подходят для выращивания каберне-совиньон. Он посадил несколько гектаров виноградных лоз и в 1944 году начал разливать вино для собственного потребления. Назвал его Sassicaia. В 1968 году делла Роккетта спросил Антинори, будет ли он продавать его напиток. Специалист от Пьеро Антинори был отправлен в поместье Тенет сан Гуидо, чтобы усовершенствовать процесс виноделия. Результат вызвал ажиотаж в винном мире. В итальянском регионе, о котором никто до этого момента не слышал, начало производиться вино в стиле Бордо, Tignanello было лучше многих вин из французского региона.

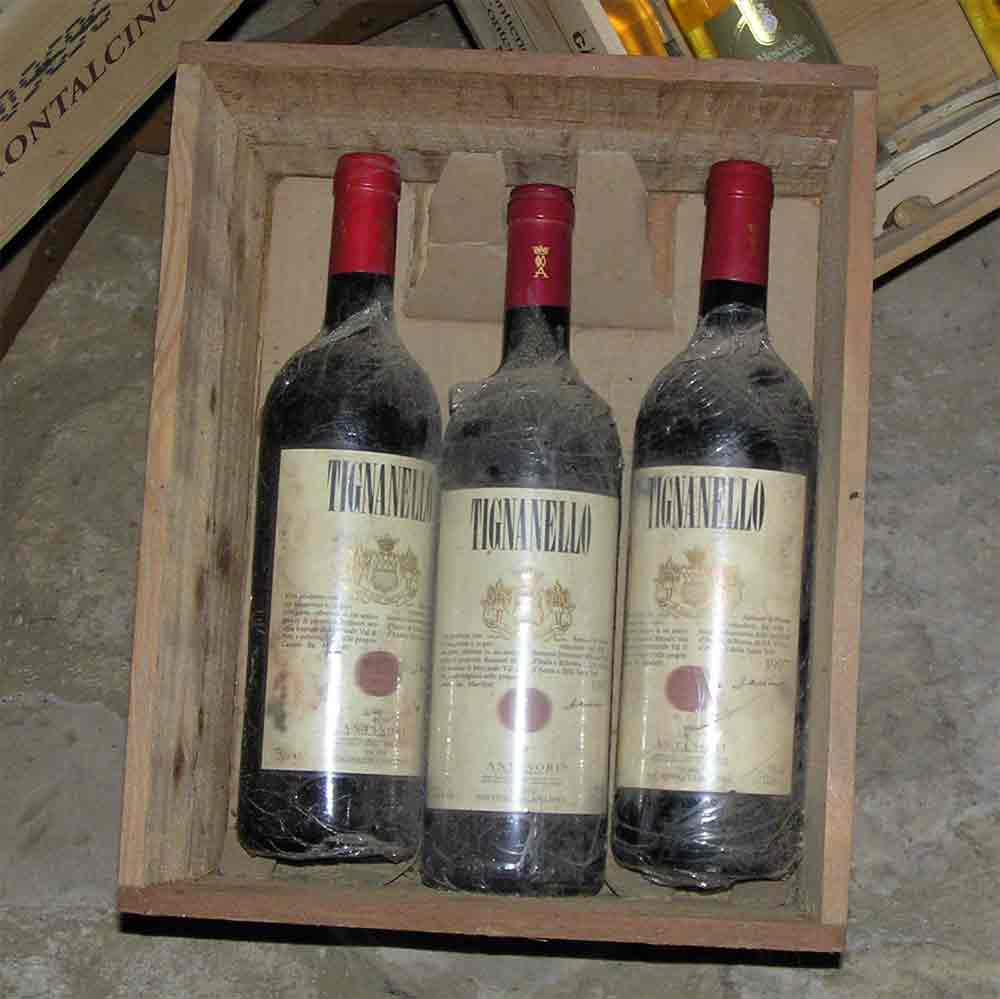
Ящик Tignanello

В 1971 был создан первый купаж Tignanello. Из состава был исключен белый виноград, который обычно включают в красные вина данного региона. Был серьёзно доработан процесс непосредственного приготовления. В частности, стали использоваться дубовые бочки. Спустя два года, которые требовались для выдержки, результат приятно удивил Пьеро, но возникла другая проблема…. В соответствии со стандартами, принятыми в 1967 году, для того, чтобы называться Кьянти Классико, купаж должен был содержать определённый процент белого винограда. По этой причине новое творение Антинори получило классификацию столового вина — низшую из возможных. В 1975 году Пьеро добавил в свою смесь 15 процентов каберне-совиньон и 5 процентов каберне-фран, чтобы добавить структуры и сложности. Эти сорта винограда выращивали на соседнем склоне, где располагалось хозяйство Солайа. Успех Tignanello послужил примером для соседних хозяйств, и они тоже начали экспериментировать с сортами винограда, поняв, что в Кьянти можно также делать вина мирового уровня.
В 1978 Антинори удвоил урожай каберне-совиньон. Год был очень плодородным. Пьеро разлил новое вино с пропорцией 95 % каберне- совиньон и 5 % каберне-фран и назвал новую марку в честь хозяйства — Solaia. Спустя четыре года в рецепт добавилось 20 % санджовезе. В двухтысячном году купаж урожая 1997 года было признано вином года по версии авторитетного ресурса Wine Spectator. Подобная награда была впервые вручена итальянскому вину.
Многие критики внутри страны стали обвинять Антинори в развале традиционного итальянского виноделия, так как большинство местных производителей делали напиток из местных сортов. Опыт Пьеро подтолкнул местных виноделов к более активной селекционной работе с лозами, следуя практикам Бордо.
В 1988 Пьеро Антинори в партнерстве компанией Whitbread выкупает доли брата и сестры в семейном бизнесе. Совместное управление с международной корпорацией вызывало много противоречий — шли споры о целесообразности покупки новых активов, выходе на биржу и других подобных принципиальных моментах. В 1991 году Пьеро решил выкупить долю в компании у Whitbread. Он обратился за ссудой к своему другу Винченцо Маранги, генеральному директор Mediobanca, но тот отказал. Как раз в этот момент Whitbread собиралась продать свое алкогольное подразделение компании Allied Lyons. Антинори продал долю в другом финансовом бизнесе, чтобы собрать деньги и попросил у Маранги ссуду под его личное финансовое поручительство и Палаццо Антинори в качестве залога. Это позволило ему выкупить долю за 40 миллионов долларов и стать единоличным хозяином бизнеса.

## Хозяйства Антинори

### Собственность в Италии

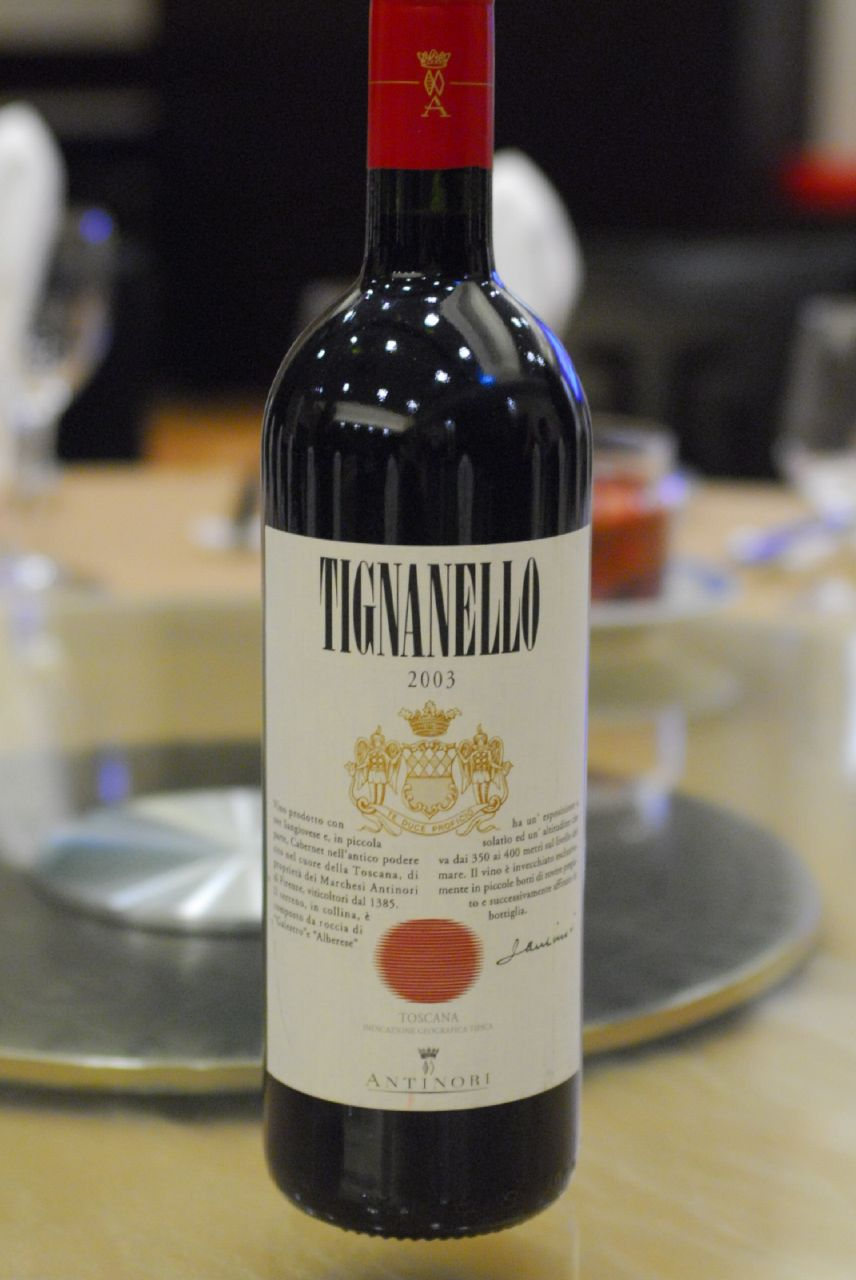
Бутылка Tiganello

Хозяйство Тиньянелло — находится в самом центре Кьянти Классико. Виноградник расположен на высоком крутом холме, возвышающимся на 300—400 метров над уровне моря. Склон «смотрит» на юго-запад, а посадки окружают оливковые деревья. Одна из особенностей мезоклимата — относительно большая разница между дневной и ночной температурами. Виноградник входит в поместье Санта-Кристина. Он был приобретен семьей в 1900 году. Два фирменных вина поместья Solaia и Tignanello были названы международной прессой «одними из самых влиятельных вин в истории итальянского виноградарства». С 2011 года из винограда поместья производится классическое вино из линейки Антинори Marchese Antinori, производимое из санджовезе.
Первый винтаж Tignanellо был создан в 1971 году (20 000 бутылок). Урожай высаживали на 26 гектарах. Оно стало первым вином из винограда санджовезе, выдержанном в дубовых бочках. Первоначально называлось Chianti Classico Riserva Vigneto Tignanello, но после удаления белого сорта винограда из купажа, и название пришлось поменять. Вино делается только в лучшие годы урожая, и были пропущены 1972, 1973, 1974, 1976, 1984, 1992 и 2002 года. В разные годы в купаж входили разные сочетания сортов, но на сегодняшний день оно состоит из санджовезе, каберне совиньон, каберне фран.

Другое вино хозяйства — Solaia. 10-гектарный виноградник, смежный с Tignanello, расположенный на самой солнечной части холма. Одноимённое вино было выпущено в 1978 году как смесь 80 % каберне совиньон и 20 % каберне фран. 

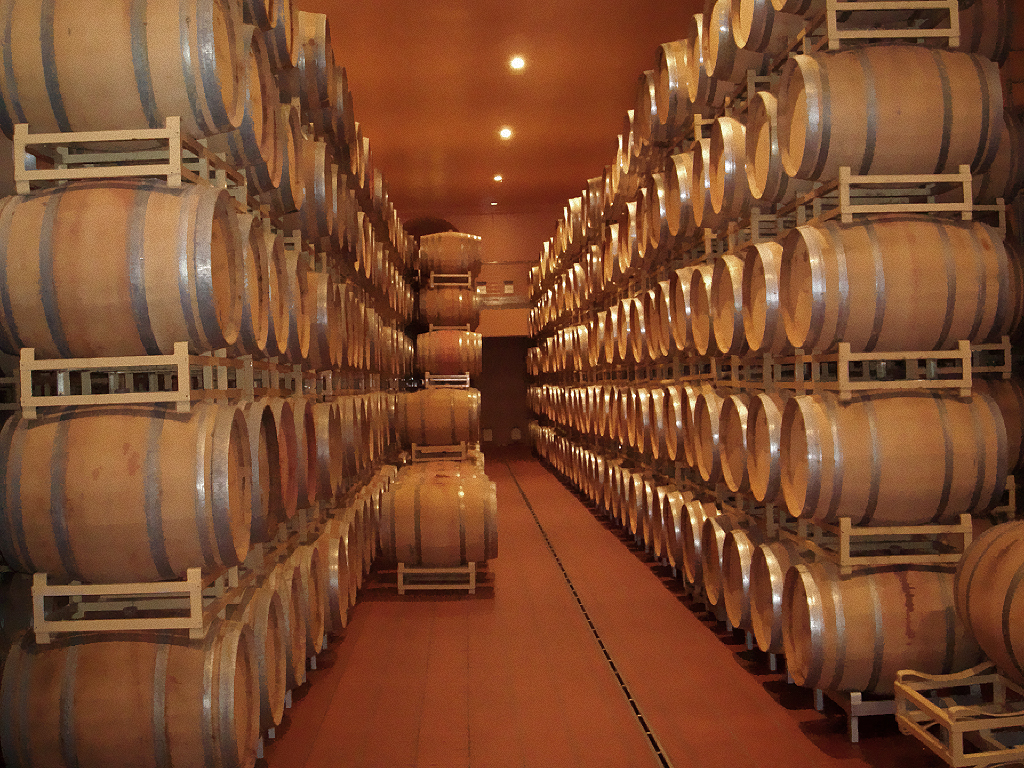
Погреб Гуда аль Тассо

Гуадо аль Тассо — поместье, расположенное в Болгери, на берегу реки Маремма в ста километрах к юго-востоку от Тосканы. Вино, производимое на винодельне, в 1994 году получило классификацию DOC Bolgheri. Площадь виноградников — 320 гектар. Семья Делла Герардеска начала заниматься виноградарством на этом участке земли в конце 1600-х годов. В 1930-х годах собственность унаследовали Карлотта Делла Герардеска Антинори (мать Пьеро Антинори) и её сестра, которая была замужем за Марио Инчиза делла Роккетта. Виноградники засажены сортами каберне совиньон, мерло, сира, каберне фран, пти вердо, верментино Неро и Бьянко. Хозяйство производит следующие вина:
- Matoroccio
- Guado al Tasso
- Cont Ugo
- Il Brucciato
- Scalabrone
- Vermentino

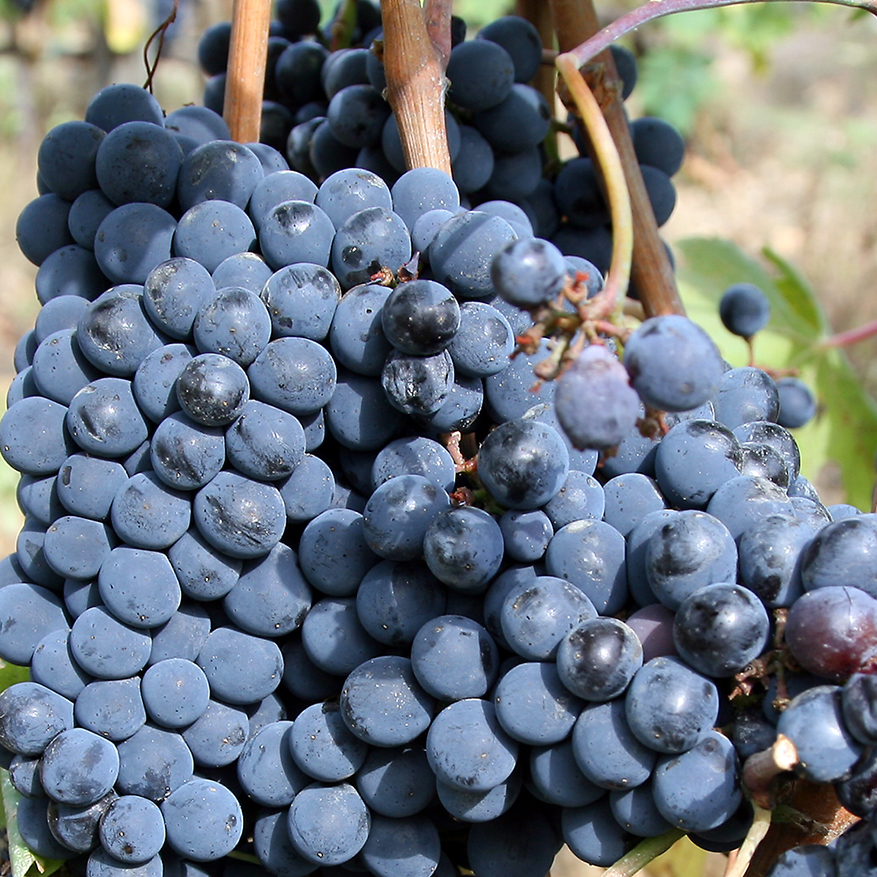
Гроздь Санджовезе

Бадиа А Пассияно — хозяйство производит одноимённое вино из санджовезе. Виноградники расположены на высоте 300 метров над уровнем моря в трех километрах от Тиньянелло. Почва состоит в основном из известняка и глины. Вино выдерживается в бочках аббатства Бадиа.
Поместье Пепполи расположено в 5 километрах к северо-востоку от Тиньянелло. Площадь виноградников — 100 гектар. Помимо вина на территории хозяйства производится оливковое масло винный уксус. На винодельне сознается одноимённое вино Pèppoli Chianti Classico.
Вилла Антинори расположена на пологих склонах Сан-Кашано-Валь-ди-Пеза в провинции Флоренция. Принадлежит семье с 1946 года, когда Алессандро ди Никколо Антинори приобрел её. Именно этот объект изображен на классическом семейном вине Villa Antinori. В. хозяйстве производятся следующие марки:
- Villa Antinori Chianti Classico Riservfa
- Villa Antinori Pinot Bianco
- Villa Antinori Rosso
- Villa Antinori Bianco

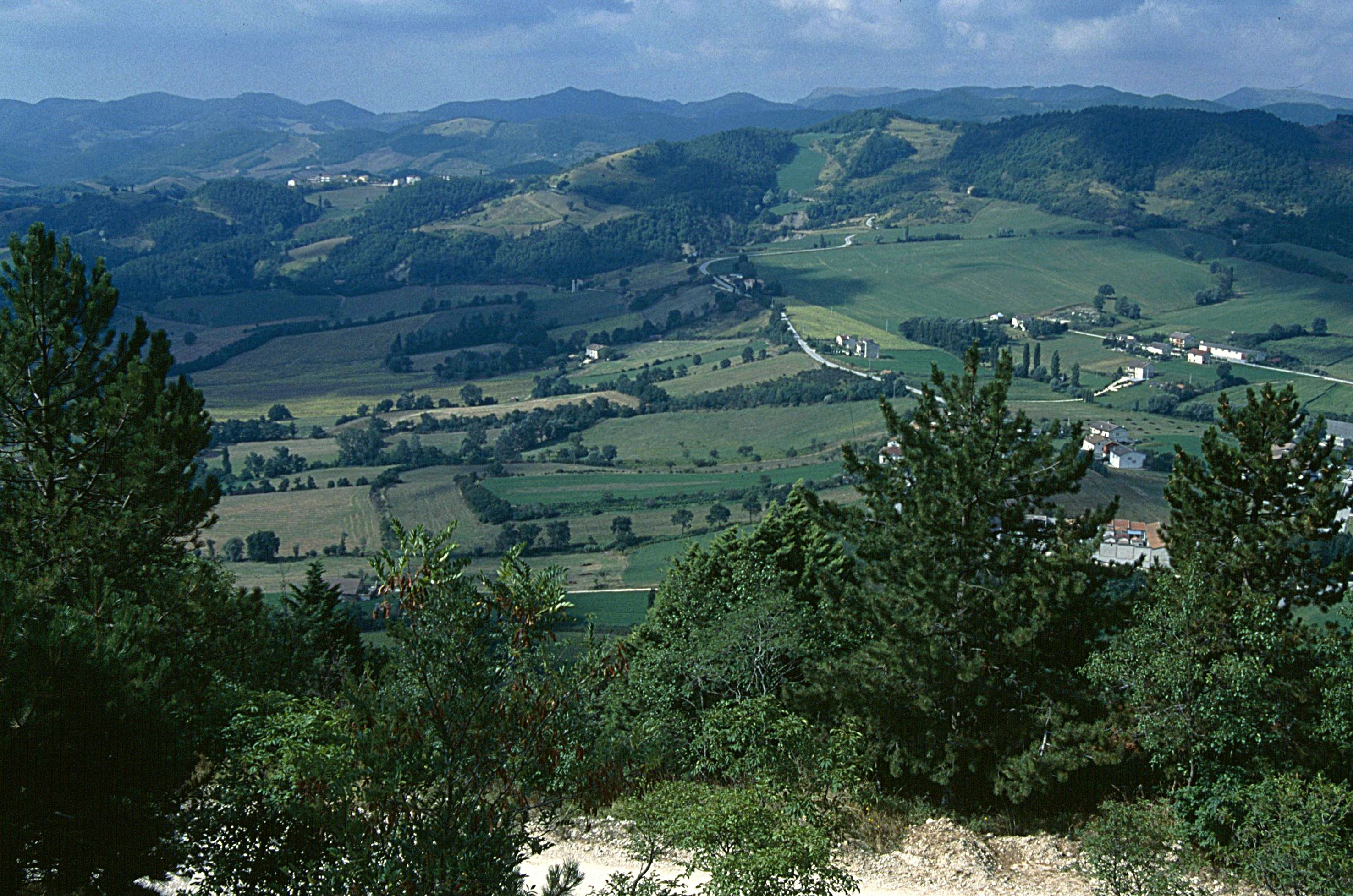
Умбрия

Кастелло делла Сала средневековое поместье, построенное в 1350 году, в регионе Умбрия. К нему прилегает 500 гектар земли, 170 из которых засажено виноградом. В нём производятся вина:
- Cervaro della Sala
- Pinot Nero della Sala
- Bramito della Sala
- Conte della Vipera
- San Giovanni della Sala
- Muffato della Sala

Маркези Антинори Тенута монтениза - поместье расположено в регионе Франчакорта около деревни Калина. Производит вина:
- Conte Aymo
- Contessa Maggi
- Donna Cora Saten
- Cuvee Royale
- Blanc de Blances

Пиан делле Винэ - расположилось на 164 гектарах в пяти километрах от Монтальчино. Семья Антинори приобрела его в 1995 году. Производит одноимённое вино.

### Международные активы
Антика — винодельня в долине Напа в Калифорнии, США. Семья инвестировала в это производство в 1993 году. Виноградники занимают площадь 220 гектар. В 2006 году на винодельне было произведено одноимённое вино.

Винные погреба Stag’s Leap — также в долине Напа.
Ара де Пирк- винодельческое хозяйство в центральной части Чили.
Кол Соларе — поместье в округе Колумбия, штат Вашингтон.
Винодельня Тюзко — расположена в 150 километрах от Будапешта.
Меридиана — мальтийская винодельня.
Витас Метаморфосис — румынский актив компании.

## Члены семьи Антинори

### Двадцать пятое поколение
Лодовико Антинори — младший из двух братьев Антинори. Принадлежит как и его брат Пьеро к двадцать пятому поколению семьи. По собственному признанию является виноделом в классическом понимании этого слова, а не экономистом, как его брат, который руководил семейным бизнесом. В молодости уехал в США, чтобы продвигать там вино, произведенное на фамильных винодельнях. В какой-то момент он перестал работать на семейное хозяйство и попробовал себя в роли военного фотографа и киноактера. В бизнес его вернуло знакомство с виноделом русского происхождения Андреем Челищевым. Попробовав напиток, производимый им в Калифорнии, Лодовико пригласил его к себе в Тоскану, где ему принадлежал участок земли в регионе Болгери. Вместе два винодела создали там хозяйство Masseto и Ornellaia, которое стало одним из флагманских среди производителей супертосканских вин. Спустя 15 летно было продано американскому виноделу Роберту Мондави. Вместе с братом Пьеро и племянником Николо основал хозяйство Tenuta di Bisernо в Альта Маремма в регионе Тоскана. Хозяйство специализируется на производстве вин из классического бордоссаого купажа. Флагманская марка хозяйства — вино Lodovico. «Второе» вино называется Bisernо. Лодовико Антинори воспитывает дочь, которая учится в Англии.
Пьеро Антинори (15 июля 1938) — старший из братьев. Когда ему было 28 лет, собирался поступить на службу в ВВС Италии. В этот момент произошел разлив реки Арно во Флоренции, и улицы города затопило. Вода проникла в подвал семейного дворца и уничтожила большое количество старинных бутылок вина. Одновременно несколько клиентов компании отравились химикатом, ошибочно добавленным в партию напитка. После продолжительного поиска испорченной партии вина генеральный менеджер взял на себя вину и уволился. Отец Пьеро решил, что он должен возглавить компанию и вывести её из кризиса. С 1966 года он стал руководить семейным бизнесом — компанией Marchesi Antinori S.p.A.. К 1988 году выкупил доли Лодовико и сестры в семейном бизнесе и становится президентом компании. В 2016 передал бразды правления старшей дочери Альбьере. После ухода остался руководителем дочерней компании Antinori Agricola, на которую оформлены все земли головной компании. Личные акции передал своим трем дочерям, которые в свою очередь передали их трасту. В интервью СМИ признавался, что ни разу за свою карьеру управляющего не платил дивиденды акционерам. Одним из основных достижений в его карьере считается старт производства вина Tignanello, с которого начался бум супертосканских вин. Последним проектом в карьере Пьеро было строительство Antinori nel Chianti Classico — многофункционального комплекса неподалёку от Флоренции, в котором расположились винодельня, винные погреба, рестораны, офисные помещения, и куда переехала штаб-квартира компании из особняка Палаццо Антинори.

### Двадцать шестое поколение
Альбьера Антинори (1966) — старшая дочь Пьеро. После ухода отца от оперативного управления компанией стала президентом Marchesi Antinori S.p.A.. Она стала первой женщиной в истории семьи у руля компании. Работает в семейном бизнесе 1986 года. В 2018 году была признана одной из 10 самых влиятельных женщин в мировом винном бизнесе. Не имеет высшего образования, тк во времена юности Альбьеры оно считалось необязательным для девушек. После школы сразу пошла работать. Закончила курсы по маркетингу, коммуникациям, энологии и виноградарству. Является членом нескольких профильных профессиональных ассоциаций. Среди них — Федерация и профсоюз региональных работников сельского хозяйства Флоренции. Первый раз по собственному признанию попробовала вино в 6 лет, что часто является нормой для итальянских семей. Любимым местом времяпрепровождения считает семейное поместье Гуда аль Тассо. Не имеет аккаунтов в социальных сетях. воспитывает двух детей — сына Витторио и дочь Вердиану. В одном из интервью призналась, что главный вызов для неё в бизнесе — это дигитализация торговли. Marchesi Antinori S.p.A. не занимается прямыми продажами в интернете из-за контрактов с дистрибьютерами, но по словам Альбьеры ситуация в этом направлении может измениться.
Аллегра Антинори (1971) — средняя из сестер. Выросла в Палаццо Антинори. С раннего детства вовлечена в семейный бизнес. Начиная с 1989 по 1993 она ежегодно проводила по шесть недель, наблюдая за сбором урожая на семейных владениях. Посещала курсы сомелье по всему миру. В 1991 году проходила практику у Роберта Мондави в долине Напа. До 1999 года руководила отделом по связями с общественностью в семейной компании. Сейчас занимается ресторанным бизнесом семьи.
Алессиа Антинори — младшая дочь Пьеро. Является вице-президентом компании Marchesi Antinori S.p.A. и руководит художественными проектами семьи. Является представителем семьи в Primum Familiae Vini (PFV). Эта организация объединяет 12 старейших европейских винодельческих семей, которые выступают за сохранение традиций подобных компаний. Алессиа выросла в Палаццо Антинори.